# Castelnau-Pégayrols
Castelnau-Pégayrols település Franciaországban, Aveyron megyében. Lakosainak száma 346 fő (2022. január 1.). Castelnau-Pégayrols Comprégnac, Millau, Montjaux, Saint-Beauzély, Salles-Curan és Curan községekkel határos.

## Népesség
A település népességének változása:
| Lakosok száma | 428  | 311  | 295  | 315  | 340  | 340  | 333  | 343  | 348  | 346  |
|               | 1968 | 1982 | 1990 | 2006 | 2013 | 2015 | 2017 | 2019 | 2020 | 2022 |